# Llandoveryi
A llandoveryi a szilur földtörténeti időszak négy kora közül az első, amely 443,8 ± 1,5 millió évvel ezelőtt (mya) kezdődött, és 433,4 ± 0,8 mya ért véget.
Nevét a walesi Llandovery városról kapta. Az elnevezést Roderick Murchison skót geológus vezette be a szakirodalomba 1859-ben.

## Tagolása
A llandoveryi kort az alábbi három korszakra tagolják (a korábbitól a későbbi felé haladva):
- Rhuddani korszak: 443,8 ± 1,5 – 440,8 ± 1,2 Ma
- Aeroni korszak: 440,8 ± 1,2 – 438,5 ± 1,1 Ma
- Telychi korszak: 438,5 ± 1,1 – 433,4 ± 0,8 Ma